# St. Johannes (Graz)

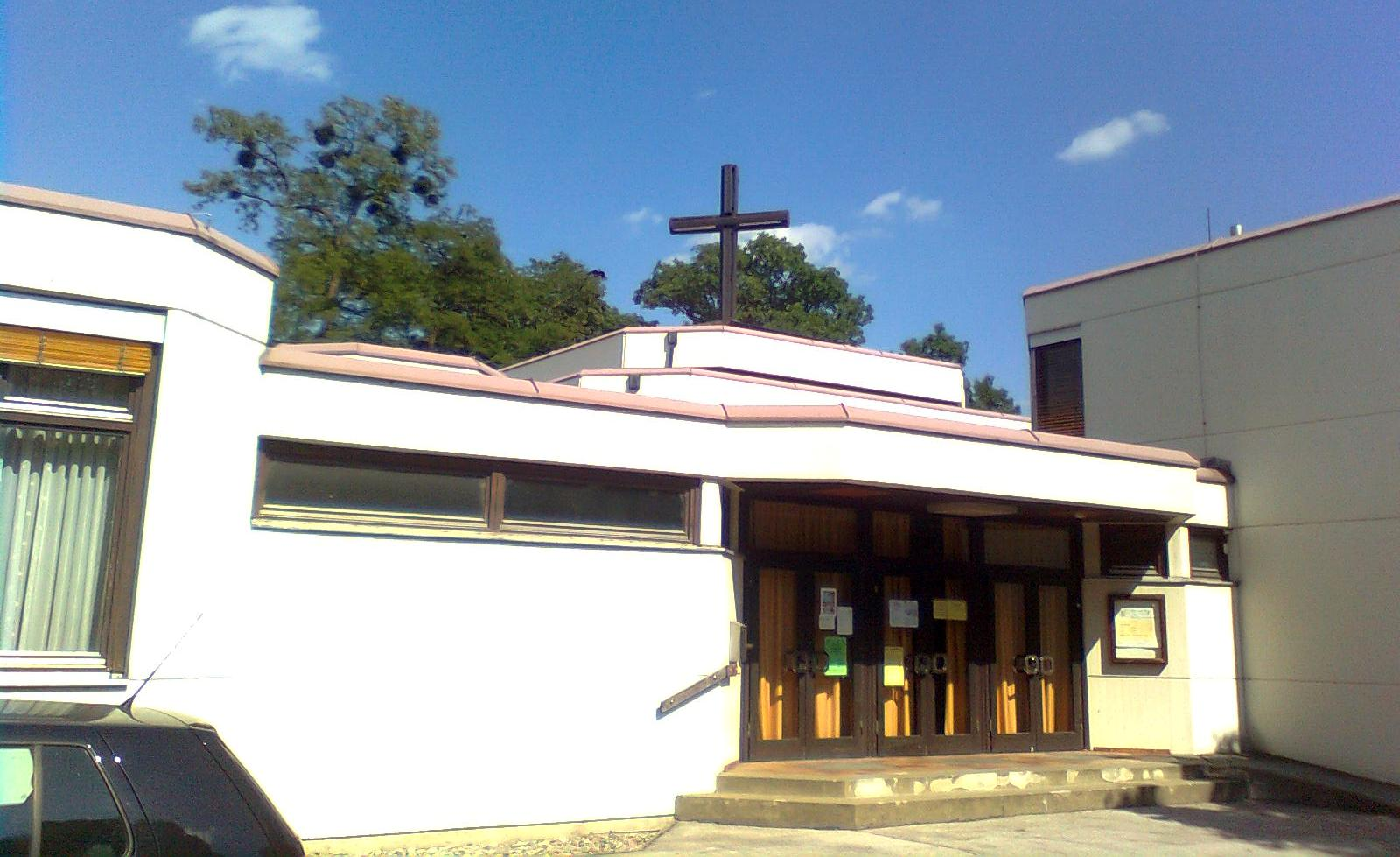
Pfarrzentrum Sankt Johannes

Die Kirche St. Johannes ist eine römisch-katholische Kirche im 5. Grazer Stadtbezirk Gries. Sie steht mitsamt dem Pfarrzentrum unter Denkmalschutz (Listeneintrag).

## Geschichte und Gestaltung
Inmitten der während der Zwischenkriegszeit errichteten Triestersiedlung wurde 1976 das Pfarrzentrum St. Johannes geweiht. Es wurde nach den Plänen des Architekten Hermann Worschitz in einer kubisch ausgeführten Stahlbetonbauweise errichtet. Lediglich ein Kreuz weist von außen auf den Sakralbau hin. Es ist in der Dunkelheit erleuchtet. 
Der Grundriss der Kirche ist quadratisch und die Decke wird von kreuzförmigen Trägern gehalten. Ambo und Tabernakel sind aus rostfreiem Stahl und an der Wand hängt ein Kruzifix des steirischen Künstlers Alexander Silveri. 1992 entstanden die bunten Glasfenster an den Seiten. Sie wurden von Adolf und Heide Osterider gestaltet. An die Kirche grenzt die Taufkapelle, die ebenfalls vom Künstlerehepaar geschmückt wurde. Das Taufbecken wurde nach dem Entwurf des Grazer Bildhauers Erwin Huber geschaffen. An der straßenseitigen Außenwand ist eine sehenswerte große Bronzeplastik des ebenfalls von diesem Künstler 1996 geschaffenen Johannes des Täufers montiert.